# 佐藤賢次
佐藤 賢次（さとう けんじ、1979年12月14日 - ）は、奈良県出身の元バスケットボール選手、バスケットボール指導者。180cm、77kg。

## 来歴
大瀬中、洛南高、青山学院大学を経て東芝（現：川崎ブレイブサンダース）に入社。
大瀬中学時代は、そのプレーぶりから「奈良のマイケル・ジョーダン」と呼ばれていた。（当時の『月刊バスケットボール』にも記載されていた。）大学4年のトーナメントで優勝した際に、山田哲也（日立（現：サンロッカーズ渋谷））は「(苦しい時に佐藤が引っ張ってくれて）やっぱりマイケルジョーダンですよ。」とコメントしている。
大学時代は同学年で同姓の佐藤稔浩（日立（現：サンロッカーズ渋谷）とポジション争いをすることになる。 二人同時にプレーする際は、佐藤（稔）が1番、佐藤（賢）が2番のポジションとなることが多かった。
中学、高校、大学共に主将を務める。東芝では、2006-07より主将を務めた。2011年引退。引退後はアシスタントコーチを務める。
2019年5月、東芝の後継のプロバスケットボールチーム・川崎ブレイブサンダースのヘッドコーチに昇格。2024年5月13日に退任が発表され、7月8日にはBBLに所属するMHPリーゼン・ルートヴィヒスブルクのアシスタントコーチに就任すると発表された。

## 経歴
- 大瀬中 - 洛南高 - 青山学院大学 - 東芝（2002年〜2011年）